# Triumph TR4
Triumph TR4 er et 2-dørs sportsvogn, der blev produceret af Triumph Motor Company fra 1961 til 1965. Det var efterfølgeren til TR3A, og var baseret på samme chassis som tidligere TR-sportsvogne, men med et nyt design af Michelotti.
På trods af sin moderne stil, så blev der kun bygget 40.253 biler i de 5 år, den var i produktion. Til sammenligning solgte TR2 sikgt i 8.635 eksemplarer i løbet af 3 år fra 1953–1955; mens TR3 blev solgt i 74.800 eksemplarer i den 8-årige produktionsperiode fra 1955 til 1962; TR6 solgte 94.500 eksemplarer på 9 år fra 1968–1976, mens TR7 solgte 111.500 i løbet af 7 år fra 1975–1981.